# Razom nas bahato
Chansons représentant l'Ukraine au Concours Eurovision de la chanson
Wild Dances
(2004) Show Me Your Love
(2006)
Razom nas bahato (en ukrainien : Разом нас багато, en français Ensemble, nous sommes nombreux) est la chanson représentant l'Ukraine au Concours Eurovision de la chanson 2005. Elle est interprétée par le duo GreenJolly.

## Eurovision
En tant que vainqueur du concours Eurovision de la chanson 2004 et hôte du concours 2005, l'Ukraine s'est automatiquement qualifiée pour une place en finale.
Le radiodiffuseur national ukrainien, Національна Телекомпанія України (НТКУ), diffuse l'événement en Ukraine et organise le processus de sélection. Il choisit pour la première fois une sélection publique. L'émission Vidbir consiste en quinze demi-finales tenues entre le 14 novembre 2004 et le 20 février 2005 et une finale le 27 février 2005. 75 chansons sont retenues par un jury professionnel. L'élimination se fait par un télévote qui sélectionne une chanson par demi-finale. Dix-neuf chansons, les quinze gagnants des demi-finales et quatre jokers, concourent dans la finale. Razom nas bahato l'emporte avec 2 247 voix.
On remarque alors une ressemblance avec la chanson politique El pueblo unido jamás será vencido. Elle fut détournée d'abord par les manifestants de la révolution orange en décembre 2004. Roman Kalyn écrit alors un premier texte autour de ce slogan en un quart d'heure.
Pour les besoins du concours, un nouveau texte de la chanson est écrit, dont le contenu politique est retiré, et le refrain de la chanson est enrichi de phrases en huit versions linguistiques : ukrainien, anglais, polonais, allemand, français (Le people uni ne sera jamais vaincu), tchèque, espagnol et russe. Elle est censée avoir un ton plus pacifique, de sorte que le single est présenté par le groupe comme « une chanson européenne sur la paix ».
La chanson est la seizième de la soirée, suivant Make My Day interprétée par Martin Vučić pour la Macédoine et précédant Run & Hide interprétée par Gracia pour l'Allemagne.
À la fin des votes, la chanson obtient 30 points et finit à la dix-neuvième place sur vingt-quatre participants.
La chanson fait l'objet ensuite d'une reprise par des Polonais, Jest nas wielu par Ascetoholix (Doniu, Liber et Kris), Duże Pe, Mezo, Owal, Emcedwa et Pięć Dwa).

### Points attribués à l'Ukraine
| 12 points | 10 points | 8 points   | 7 points   | 6 points  |
| --------- | --------- | ---------- | ---------- | --------- |
| - Pologne |           | - Moldavie | - Portugal |           |
| 5 points  | 4 points  | 3 points   | 2 points   | 1 point   |
|           |           |            | - Russie   | - Espagne |